# Bulbophyllum histrionicum
Bulbophyllum histrionicum är en orkidéart som beskrevs av Heinrich Gustav Reichenbach, G.A.Fisch. och Phillip James Cribb. Bulbophyllum histrionicum ingår i släktet Bulbophyllum och familjen orkidéer. Inga underarter finns listade i Catalogue of Life.